# Srpska liga 1943-1944
Il Srpska liga u fudbalu 1943./44., in cirillico Српска лига у фудбалу 1943./44., (it. "Campionato serbo di calcio 1943-44") fu la ottava edizione del campionato calcistico dalla Serbia.
Fu la terza edizione nello Stato fantoccio della Germania nazista, affidato da Hitler al generale Milan Nedić.
Questo campionato compare anche nell'elenco dei campionati di calcio non ufficiali della Serbia. Le prime 3 edizioni sono state disputate dal 1920 al 1922 ed erano organizzate dalla sottofederazione di Belgrado.
Il campionato venne interrotto a causa degli eventi bellici: con l'avanzata dell'Armata Rossa dalla Romania (che aveva abbandonato l'Asse e si era schierata con l'URSS nell'agosto del '44) verso i suoi confini, i tedeschi si ritirarono a nord-ovest per evitare l'accerchiamento, lasciando il governo di Nedić senza sostegno. Davanti alla prospettiva di essere egli stesso catturato fuggì in Slovenia (ancora sotto controllo tedesco) con tutto il suo governo.

## Com'era previsto il torneo
```
La 
Srpski loptački savez
 aveva previsto di creare un campionato nazionale con 4 squadre belgradesi ed altre 4 del resto del paese. Ma, a causa della guerra, si dovettero invece disputare tornei su base locale.
[
3
]
```

| Squadra      | Sede                | Stagione 1942-43 | Stagione 1942-43                           |
| Squadra      | Sede                | Pos.             | Divisione                                  |
| ------------ | ------------------- | ---------------- | ------------------------------------------ |
| BSK          | Belgrado            | 1º               | Srpska liga                                |
| SK 1913      | Belgrado            | 2º               | Srpska liga                                |
| FK Obilić    | Belgrado            | 3°               | Srpska liga                                |
| SK Slavija   | Belgrado            | 1°               | 1. razred Beograd, promosso direttamente   |
| SK Pobeda    | Niš                 | 1º               | Podsavez Niš, promosso direttamente        |
| JSK Jagodina | Jagodina            | 1º               | Podsavez Kragujevac, promosso direttamente |
| SK Ibar      | Kraljevo            | 1º               | Podsavez Kruševac, promosso dopo spareggi  |
| SK Jasenica  | Smederevska Palanka | 1º               | Podsavez Smederevo, promosso dopo spareggi |

## Squadre partecipanti
| Squadra      | Sede     | Stagione 1942-43 | Stagione 1942-43  |
| Squadra      | Sede     | Pos.             | Divisione         |
| ------------ | -------- | ---------------- | ----------------- |
| BSK          | Belgrado | 1º               | Srpska liga       |
| SK 1913      | Belgrado | 2º               | Srpska liga       |
| FK Obilić    | Belgrado | 3°               | Srpska liga       |
| Čukarički SK | Belgrado | 4°               | Srpska liga       |
| FK Vitez     | Zemun    | 5º               | Srpska liga       |
| SK Jedinstvo | Belgrado | 6°               | Srpska liga       |
| FK Sloga     | Belgrado | 7°               | Srpska liga       |
| FK Balkan    | Mirijevo | 8º               | Srpska liga       |
| BASK         | Belgrado | 9º               | Srpska liga       |
| FK Slavija   | Belgrado | 1°               | 1. razred Beograd |

## Classifica
|                            | Pos. | Squadra            | Pt | G | V | N | P | GF | GS | QR    |
| -------------------------- | ---- | ------------------ | -- | - | - | - | - | -- | -- | ----- |
|                            | 1.   | BSK Belgrado       | 14 | 7 | 7 | 0 | 0 | 34 | 0  | 0,000 |
|                            | 2.   | Vitez Zemun        | 14 | 8 | 7 | 0 | 1 | 23 | 6  | 3,833 |
|                            | 3.   | SK 1913            | 12 | 8 | 6 | 0 | 2 | 29 | 4  | 7,250 |
|                            | 4.   | BASK Belgrado      | 9  | 8 | 4 | 1 | 3 | 12 | 15 | 0,800 |
|                            | 5.   | Jedinstvo Belgrado | 8  | 8 | 3 | 2 | 3 | 14 | 13 | 1,077 |
|                            | 6.   | Čukarički          | 6  | 8 | 2 | 2 | 4 | 15 | 37 | 0,405 |
|                            | 7.   | Sloga Belgrado     | 4  | 8 | 2 | 0 | 6 | 14 | 26 | 0,538 |
|                            | 8.   | Obilić             | 4  | 8 | 1 | 2 | 5 | 10 | 28 | 0,357 |
|                            | 9.   | Balkan Mirijevo    | 4  | 7 | 2 | 0 | 5 | 5  | 15 | 0,333 |
|                            | 10.  | Slavija Belgrado   | 3  | 8 | 1 | 1 | 6 | 8  | 20 | 0,400 |
| Fonte: claudionicoletti.eu |      |                    |    |   |   |   |   |    |    |       |

Legenda:
      Campione di Serbia.
      Retrocessa.
Note:
Due punti a vittoria, uno a pareggio, zero a sconfitta.

## Risultati
```
21.11.1943. Vitez–SK 1913 2–0, BASK–ČSK 2–2, BSK–Sloga 4–0, Obilić–Balkan 2–0, Jedinstvo–Slavija 3–1
28.11.1943. Vitez-Obilić 2–0, BSK-SK 1913 1–0, Jedinstvo-Sloga 6–2, Balkan-ČSK 1–0, BASK-Slavija 3–1
05.12.1943. BSK-Jedinstvo 5–0, BASK-Sloga 2–1, Slavija-Balkan 2–1, Vitez-ČSK 6–3, SK 1913-Obilić 5–0
12.12.1943. BSK-BASK 1–0, Sloga-Obilić 4–2, SK 1913-ČSK 13–0, Vitez-Slavija 3–0, Jedinstvo-Balkan 3–0
26.12.1943. Vitez-Balkan 2–0, Obilić-Jedinstvo 1–1, SK 1913-BASK 2–0, BSK-ČSK 10–0, Sloga-Slavija 3–1
12.03.1944. BSK-Obilić 10–0, Vitez-BASK 5–0, SK 1913-Slavija 2–0, Balkan-Sloga 2–1, Jedinstvo-ČSK 1–1
19.03.1944. SK 1913-Jedinstvo 2–0, ČSK-Slavija 3–1, Vitez-Sloga 3–0, BASK-Obilić 4–3, BSK-Balkan (non disputata)
26.03.1944. BSK-Vitez 3–0, BASK-Jedinstvo 1–0, SK 1913-Balkan 5–1, ČSK-Sloga 6–3, Slavija-Obilić 2–2
09.04.1944. BASK-Balkan ???, Vitez-Jedinstvo ???, ČSK-Obilić ???, SK 1913-Sloga ???, BSK-Slavija ???

In seguito al bombardamento della città, il torneo è stato interrotto e non continuato.
[
4
]
```